# 利斯 (大西洋比利牛斯省)
利斯（法語：Lys，法語發音：[lis]）是法国大西洋比利牛斯省的一个市镇，位于该省东部偏南，属于奥洛龙-圣玛丽区。

## 地理
利斯（43°7'48"N, 0°21'10"W）面积15.4 平方千米，位于法国新阿基坦大区大西洋比利牛斯省，该省份为法国东南部省份，涵盖了贝阿恩与北巴斯克，西临大西洋比斯開灣，北至朗德省，东北接热尔省，东临上比利牛斯省，南与西班牙接壤。
与利斯接壤的市镇（或旧市镇、城区）包括：布鲁日-卡比斯-米法热、上博斯达罗斯、卢维瑞宗、圣科洛姆、塞维尼亚克-梅拉克。

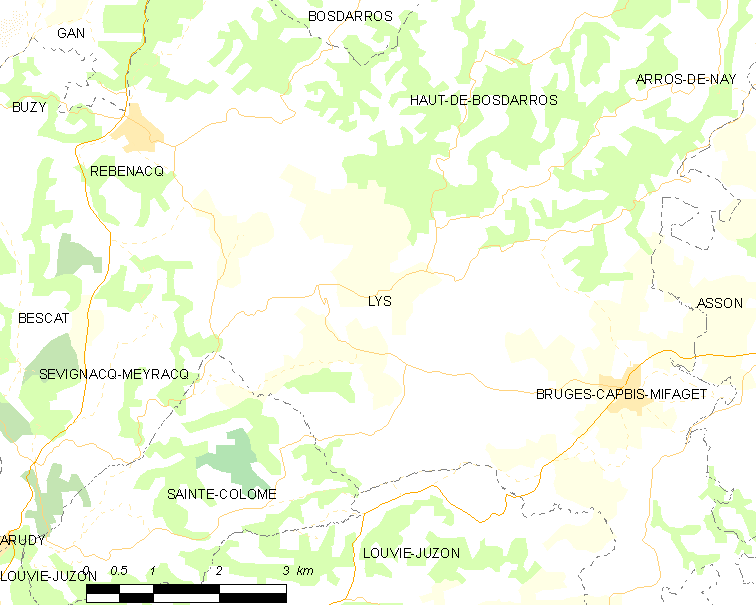
的OSM定位图

利斯的时区为UTC+01:00、UTC+02:00（夏令时）。

## 行政
利斯的邮政编码为64260，INSEE市镇编码为64363。

## 政治
利斯所属的省级选区为奥洛龙-圣玛丽第二县。

## 人口

1962-2008年间人口变化图示

利斯于2022年1月1日时的人口数量为322人。